# Àrees de Cisjordània dels Acords d'Oslo

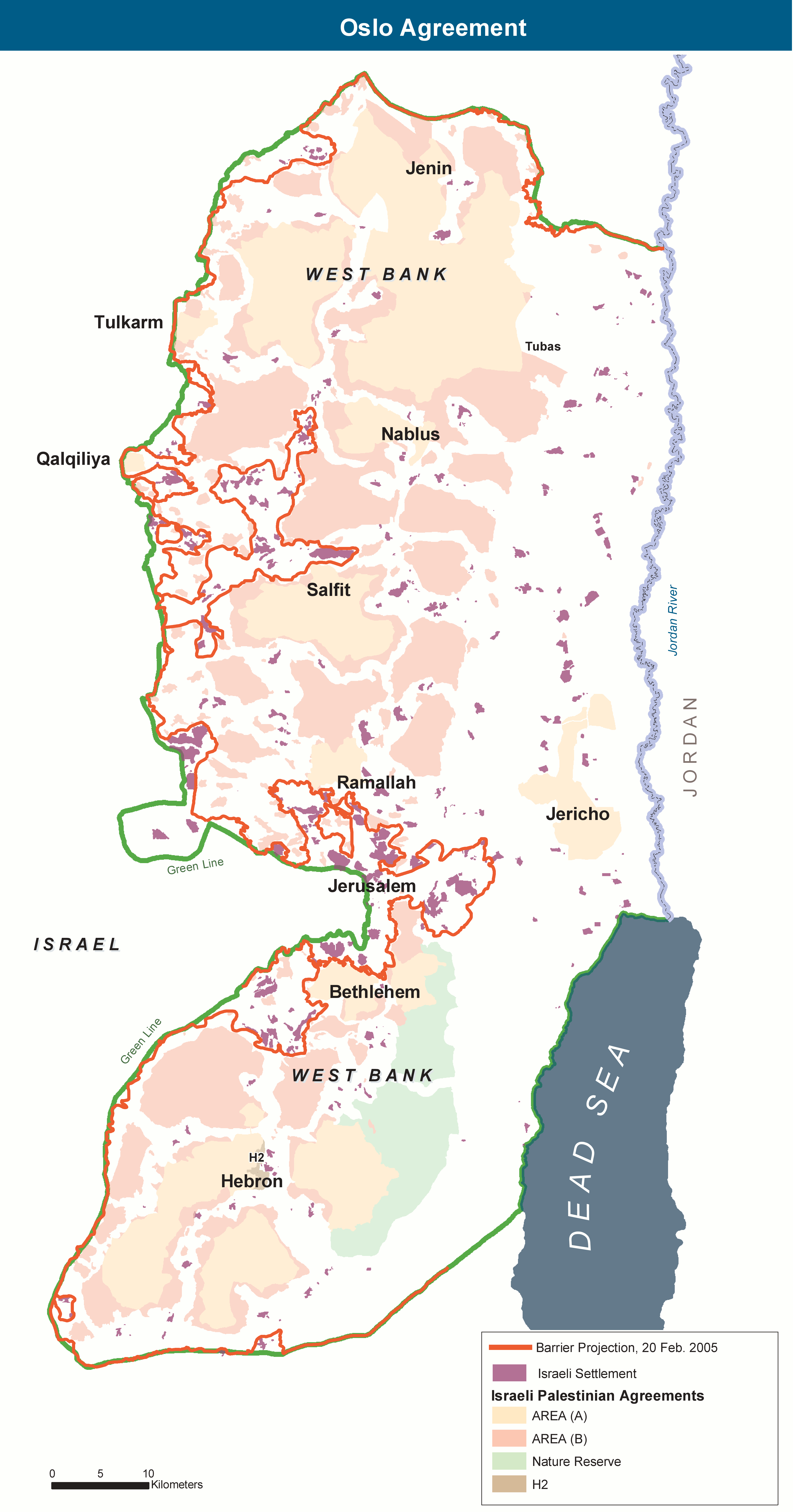
Mapa que mostra les àrees A (groc) i B (vermell), juntament amb les reserves naturals (verd), els assentaments israelians (lila) i la projecció del Mur de Cisjordània de 2005 (línia vermella). L'àrea C es defineix com a tot allò que no és àrea A o B.

Els Acords d'Oslo II van dividir va dividir la Ribera Occidental ocupada per Israel en tres sub-divisions administratives: les zones A, B i C. Les diferents zones van rebre diferents estatuts, segons el seu govern, en espera d'un acord d'estatut definitiu: la zona A és administrada exclusivament per l'Autoritat Nacional Palestina, la zona B és administrada tant per l'Autoritat Palestina com per Israel i la zona C conté els assentaments israelians. Les zones A i B es van definir com les àrees on hi visquessin palestins, cosa que va acabar implicar traçar línies que rodejaven les poblacions i llogarets palestines en el moment de la signatura de l'Acord. Tota la resta d'àrees que envolten les zones A i B es van definir com a zona C.
L'àrea A comprèn aproximadament el 18% del territori total de Cisjordània i l'àrea B al voltant del 22% del territori, albergant junts uns 2,8 milions de palestins. El 2015, l'àrea C acollia 150.000 palestins en 532 zones residencials,uns 400.000 israelians colons, en 135 assentaments. L'àrea C forma un territori contigu, administrat a través de l'administració de l'àrea de Judea i Samaria. En canvi, segons els acords d'Oslo, les àrees A i B es van subdividir en 165 unitats de terra separades que no tenen contigüitat territorial.

## Divisions
L'Acord d'Oslo II estipulava que "durant la primera fase de redistribució" la jurisdicció sobre les àrees A i B es transferiria al Consell Palestí. L'article XI.2.a diu: "Els terrenys a les zones poblades (àrees A i B), incloses les terres del govern i d'Al-Waqf, passaran sota la jurisdicció del Consell durant la primera fase de redistribució".
Les zones poblades estaven definides per delineacions en un mapa adjunt al document. L'àrea C comprenia les àrees de Cisjordània fora de les àrees A i B.

### Àrees A i B
L'àrea A (control total civil i de seguretat per part de l'Autoritat Palestina): inicialment, al voltant del 3 % del territori de Cisjordània, exceptuant Jerusalem Est (primera fase, 1995). A partir del 2013, l'àrea A comprenia formalment al voltant del 18% de Cisjordània. El 2002, durant la segona intifada, les Forces de Defensa d'Israel van abolir la prohibició d'entrar a l'Àrea A durant l'Operació Escut Defensiu i van entrar a la zona amb regularitat, principalment de nit, realitzant batudes per arrestar presumptes militants. Normalment, aquestes incursions es coordinen amb les forces de seguretat palestines. Aquesta zona inclou vuit ciutats palestines i els seus voltants (Nablus, Jenin, Tulkarem, Qalqilya, Ramal·lah, Betlem, Jericó i el 80 per cent d'Hebron), sense assentaments israelians. L'entrada a aquesta zona està prohibida a tots els ciutadans israelians.
L'àrea B (control civil palestí i control de seguretat conjunt israelià-palestí): inicialment, al voltant del 23-25% del territori de Cisjordània (primera fase, 1995). A partir del 2013, l'àrea B comprenia formalment al voltant del 22% de Cisjordània. Aquesta zona inclou uns 440 pobles palestins i les seves terres circumdants i cap assentament israelià. Es va definir a l'acord com "les zones poblades delimitades per una línia vermella i ombrejades en groc al mapa adjunt núm. 1 i la zona urbanitzada dels nuclis de població enumerats a l'apèndix 6 de l'annex I"; aquesta llista de terres és la següent:
| A. Districte de Tulkarm                       | B. Districte de Nablus                                                                    | C. Districte de Salfit | D. Districte de Jericó | E. Districte de Qalqilya                                                                         | F. Districte de Jenin                                                                                               | G. Districte d'Hebron | H. Districte de Ramallah | I. Districte de Betlem |
| --------------------------------------------- | ----------------------------------------------------------------------------------------- | ---------------------- | ---------------------- | ------------------------------------------------------------------------------------------------ | --- | --- | --- | --- |
| 1. Akkaba 2. Al Nazla Al Wusta 3.Koor 4. Kife | 1. Jalood 2. Al-Juneid 3. Al-Aqrabinya 4. Nisf Jbeil 5. Yanoon 6. Iraq Bureen 7. A'mouria | Khirbat Qays           | Al-Zubeidet            | 1. Vident 2. Khirbat Salman 3. Falamiya 4. Khirbat Ras Tera 5. Asalah 6. Al-Funduq 7. Al-Modawar | 1. Toura Al-Gharbiyyah 2. Al-Zawiyyah 3. Mashrou' Beit Qad 4. Al Kafir 5. Al Mutla 6. Talfit 7. Toura-Al Sharqiyyah | 1. Al Aziz 2. Khirbat Al-Salam 3. Abu Al-A'sja 4. Sikka 5. Wadi Al-Shajna 6. Beit Marseem 7. Al-Hijra 8. Deir Razeh 9. Khilat Al-Mayat 10. Khilat Al A'qd 11. Um Lasafa 12. Qinan Jaber 13. Raboud 14. Shweik 15. Khirbat Skeik 16. Jroun Al-Louz 17. Beit Makdoum 18. Al-Mouriq 19. Al Beira 20. Al Juba 21. Encara que tinc 22 anys. Turama 23. Hadb Al-Alaka 24. Deir Al-A'sal Al Tahta 25. Beit Al Roush Al-Tahata 26. Al-Deir 27. Kuezeiba 28. Hita 29. Korza | 1. Jibaa 2. Ein Qinya 3. Yabroud 4. Deir Nitham 5. Um Saffa 6. Burham 7. Al-Nabi Saleh 8. Shibteen 9. Khirbat Um Al-Lahm 10. Beit Ijza | 1. Wadi Al-Neis 2. Mirah Rabah 3. Al Mas'ara 4. Um Salamouna 5. Al-Khas 6. Khilat Al-louz 7. Abu-Nijem 8. Beit Faloh 9. Breide'a 10. Khirbat Al-Deir 11. Daher Al-Nada 12. Al-Minshya 13. Khilat al-Hadad 14. Keisan 15. Al-Rashaida 16. Harmala 17. Senyora Mia'alla |

### Àrea C

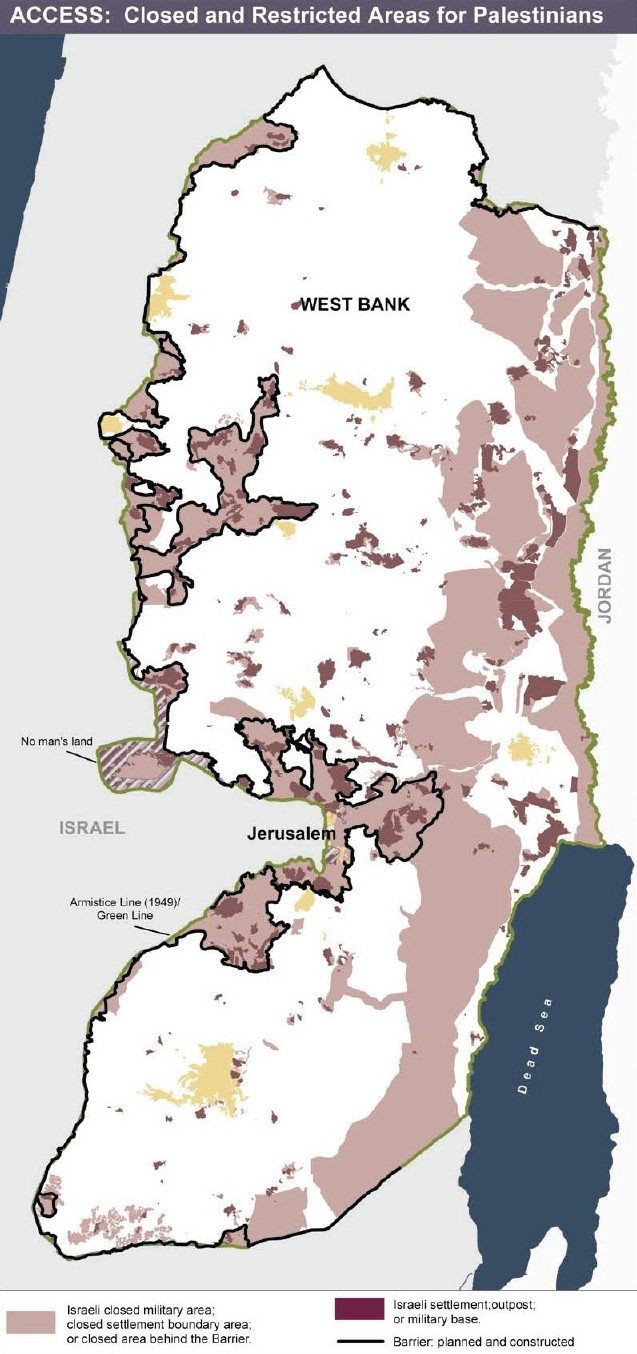
Mapa que mostra l'àrea C, definida com tot el que no és àrees A i B, amb el detall dels assentaments israelians i miliats dins el territori de Cisjordània.

L'àrea C (control civil i de seguretat total israelià): inicialment, al voltant del 72–74% del territori de Cisjordània (primera fase, 1995). Segons el Memoràndum del riu Wye de 1998, Israel es retiraria més d'un 13% addicional de l'àrea C a l'àrea B, fet que implicaria oficialment reduir l'àrea C a aproximadament el 61% de Cisjordània. Israel, però, es va retirar només del 2%, i durant l'Operació Escut Defensiu, va tornar a ocupar tot el territori. El 2013, l'àrea C comprenia formalment al voltant del 63% de Cisjordània, inclosos els assentaments, els llocs avançats i les "terres estatals" declarades. Incloent o excloent la Jerusalem Est annexionada, la "terra de ningú" i la part palestina del Mar Mort també determina el percentatge. John Kerry, secretari d'Estat dels Estats Units, va declarar que l'àrea C "està efectivament restringida a qualsevol desenvolupament palestí, i que el 2014, la seva oficina havia observat que només s'havia concedit un permís de construcció als residents palestins a la zona".
Tots els assentaments israelians (excepte els de Jerusalem Est, que va ser annexat a Israel) es troben a l'Àrea C. Els acords d'Oslo II, concretament l'article XII, diu: "Als efectes d'aquest Acord, "els assentaments" a Cisjordània, impliquen els assentaments de l'àrea C i a la Franja de Gaza".
El 1972, hi havia 1.000 colons israelians vivint a l'actual Àrea C. El 1993, la seva població havia augmentat fins a 110.000. Actualment, més de 400.000 colons jueus viuen als assentaments de l'Àrea C i uns 300.000 palestins.

#### Definició d'Oslo de l'àrea C
Els acords d'Oslo II defineixen l'àrea C de la següent manera:
"Àrea C" significa zones de Cisjordània fora de les Àrees A i B, que, llevat de les qüestions que es negociaran en les negociacions sobre l'estatus permanent, seran transferides gradualment a la jurisdicció palestina d'acord amb aquest Acord.
Les qüestions que es negociaran, segons l'article XVII, són ″Jerusalem, els assentaments, emplaçaments militars especificats, refugiats palestins, fronteres, relacions exteriors i israelians i … poders i responsabilitats no transferides al Consell″. Parts de l'àrea C són zones militars tancades per als palestins.

#### Transferència de l'àrea C
Part de l'Àrea C havia de ser retornada al control de les autoritats palestines a finals de 1999. Israel va prometre redistribuir-la entre les àrees A i B abans de les eleccions. Després de la inauguració del Parlament palestí, l'Administració civil israeliana es dissolria i el l'exèrcit israelià es retiraria.
Després de 18 mesos des de la data de la inauguració, Israel va tornar a desplegar les forces militars de l'Àrea C en tres fases, sense transferir cap sobirania als palestins:

#### Usos de l'àrea C

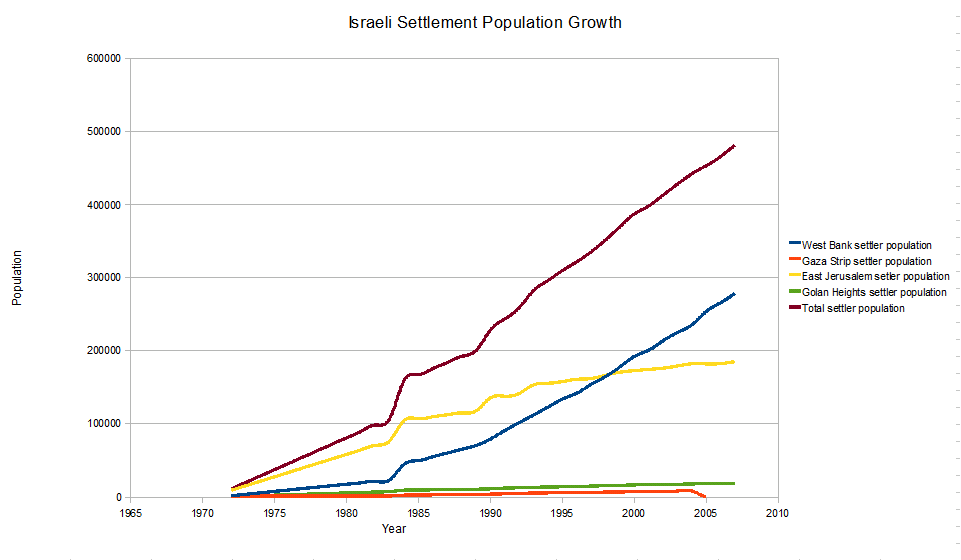
Població de colons per any als territoris ocupats per Israel del 1972 al 2007

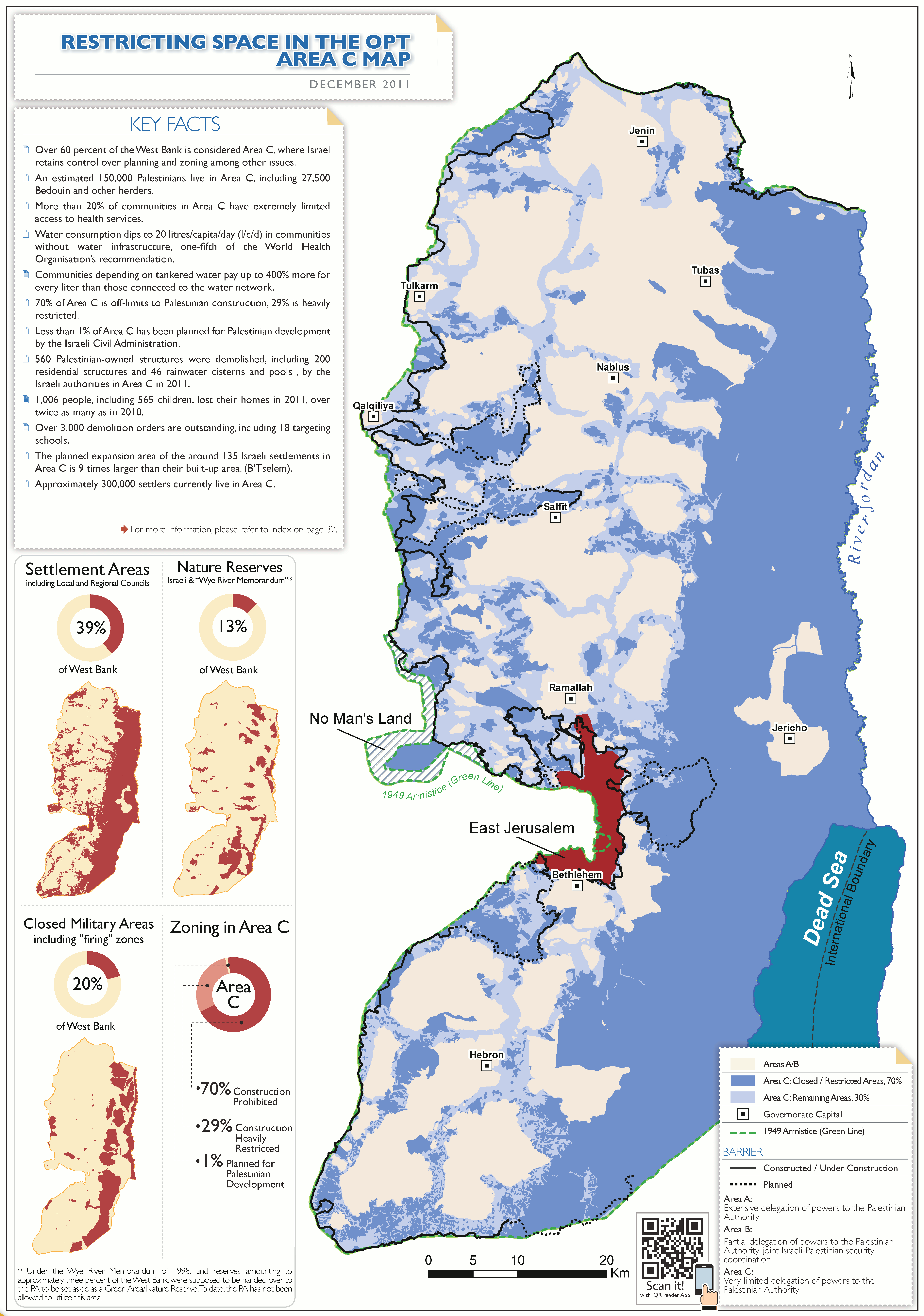
Mapa OCHAoPt de l'àrea C. Més del 99% de l'àrea C està fortament restringida o està fora de límits per al desenvolupament palestí, amb un 68% reservat per a assentaments israelians, aproximadament un 21% per a ús militar i aproximadament un 9% per a reserves naturals. Segons el Banc Mundial, els permisos de construcció amb finalitats residencials o econòmiques són "pràcticament impossibles" d'obtenir pels palestins.

L'àrea C, el 99% de la qual està exclosa de l'ús palestí, conté la majoria dels recursos naturals i espais oberts de Cisjordània, l'accés als quals, segons el Banc Mundial, permetria als palestins reduir a la meitat el seu dèficit pressupostari i donaria lloc a una millora de la seva economia en aproximadament un 30%. Segons Danny Rubinstein: "Molta terra de l'Àrea C està sense urbanitzar. Israel, però, no permet la construcció palestina amb finalitats residencials, comercials o industrials".
El 70% de l'àrea es troba dins dels límits municipals dels colons, on els permisos per desenvolupar-hi activitats es deneguen als palestins. El Banc Mundial calcula que l'efecte ha estat provocar una pèrdua potencial de 14.000 milions de dòlars d'ingressos per a l'economia palestina.
Segons un informe de la UE de 2013, les polítiques israelianes han minat la presència palestina a l'àrea C, amb un deteriorament dels serveis bàsics com el subministrament d'aigua, l'educació i l'habitatge. Gairebé el 70% dels pobles palestins no estan connectats a la xarxa d'aigua que dona servei als colons, la qual cosa explica el fet que els palestins de la zona només utilitzen entre un quart i un terç del consum per càpita dels colons.
Els palestins no poden construir a l'Àrea C sense un permís de l'exèrcit, les sol·licituds de construcció són cares i tenen una taxa d'aprovació del 5%. Com a resultat, la majoria dels palestins que hi construeixen ho fan de manera il·legal. Israel demoleix uns 200 edificis a l'any a l'Àrea C.
L'Estat d'Israel ha emès més de 14.000 ordres de demolició contra estructures de propietat palestina a l'Àrea C des de 1988. Al gener de 2015, gairebé el 20% de les ordres de demolició emeses s'havien executat i més d'11.000 d'aquestes encara estaven pendents.
Segons les Nacions Unides, la planificació israeliana a l'Àrea C destina 13 vegades més espai als colons israelians que als palestins. Als colons israelians se'ls han assignat uns 790 metres quadrats de terra per càpita, mentre que als palestins se'ls han assignat uns 60m2.
Durant el període 1988-2014, l'Administració Civil d'Israel va emetre 6.948 ordres de demolició contra estructures en assentaments situats a l'Àrea C. Durant el gener de 2015, el 12% d'aquestes es van classificar com a executades, el 2% es van cancel·lar, un altre 2% estaven catalogades com "a punt per a l'execució" i un 2% en suspens per procediments judicials. Més d'un terç de les ordres es van classificar com a "en procés".

## Presunta violació dels Acords

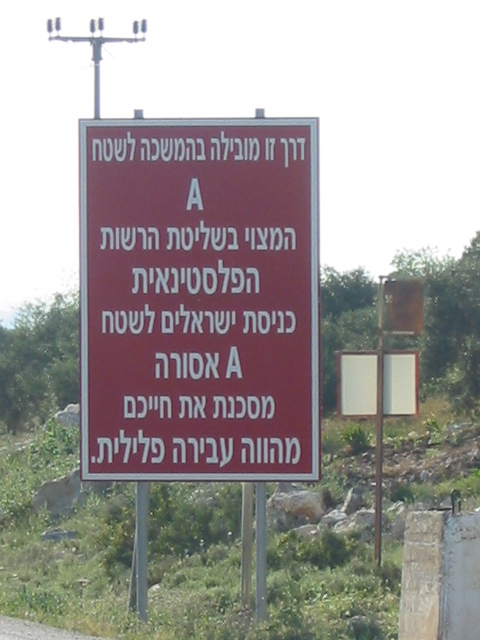
Cartell israelià que adverteix als ciutadans israelians que l'entrada a l'àrea A està prohibida, posa en perill la vida i constitueix un delicte penal

El fenomen de la construcció d'assentaments palestins va començar el 2006, intentant rastrejar l'experiència dels assentaments israelians més enllà de la Línia Verda de 1967 i en una contraofensiva impulsada pels mitjans de comunicació. L'assentament palestí més notable a Cisjordània, definit per Israel com a "il·legal", es va construir el gener de 2013 a l'àrea E1 a l'est de Jerusalem. L'assentament, que es va anomenar "Bab al-Shams", constava d'unes 20 tendes, construïdes pel Comitè de Coordinació de la Lluita Popular. Pocs dies després de l'evacuació, es va erigir un altre assentament palestí al poble de Beit Iksa, prop de la planificada barrera del Mur, sota la imminent confiscació terres palestines que estava a punt d'ocórrer. Va ser anomenat "Bab al-Karama".
L'àrea B es defineix com a terra sota control civil palestí i control militar israelià. Segons Dror Etkes, els colons israelians han violat els acords escampant-se a l'Àrea B i apoderant-se de terres palestines privades per al cultiu i l'assentament. Alguns exemples que cita són l'assentament d'Amona, amb vistes a Ofra, on argumenta que les terres pertanyents als vilatans de Deir Dibwan han estat ocupades per a la seva urbanització; l'assentament d'Itamar, on s'han apoderat del control de terres i recursos pertanyents als pobles de l'Àrea B de Yanun, Awarta i Einabus; a Esh Kodesh i Mitzpeh Ahiya on s'han apoderat de terres de l'Àrea B a l'est de Shilo; i a Ma'ale Rehav'am els colons han construït una reserva natural establerta sota el Memoràndum del riu Wye.

## Espais religiosos
La responsabilitat dels espais religiosos a la Ribera Occidental i la Franja de Gaza havia de transferir-se a les autoritats palestines de manera gradual en el cas de la Zona C. Les autoritats palestines van acordar garantir el lliure accés a una llista específica d'espais religiosos jueus, però a causa de la incerta situació de seguretat, les Forces de Defensa d'Israel limiten les visites de jueus en ocasions molt puntuals. En la zona C, Nabi Musa havia d'estar sota control de les autoritats palestines i es va prometre l'accés a al-Maghtas, al riu Jordà, per a esdeveniments religiosos concrets.